# Boos (Landes)
Boos foi uma comuna francesa na região administrativa da Nova Aquitânia, no departamento de Landes. Estendia-se por uma área de 15,81 km². Em 2010 a comuna tinha 312 habitantes (densidade: 19,7 hab./km²).
Em 1 de janeiro de 2017, passou a formar parte da nova comuna de Rion-des-Landes.